# Klostret Sankt Lambrecht

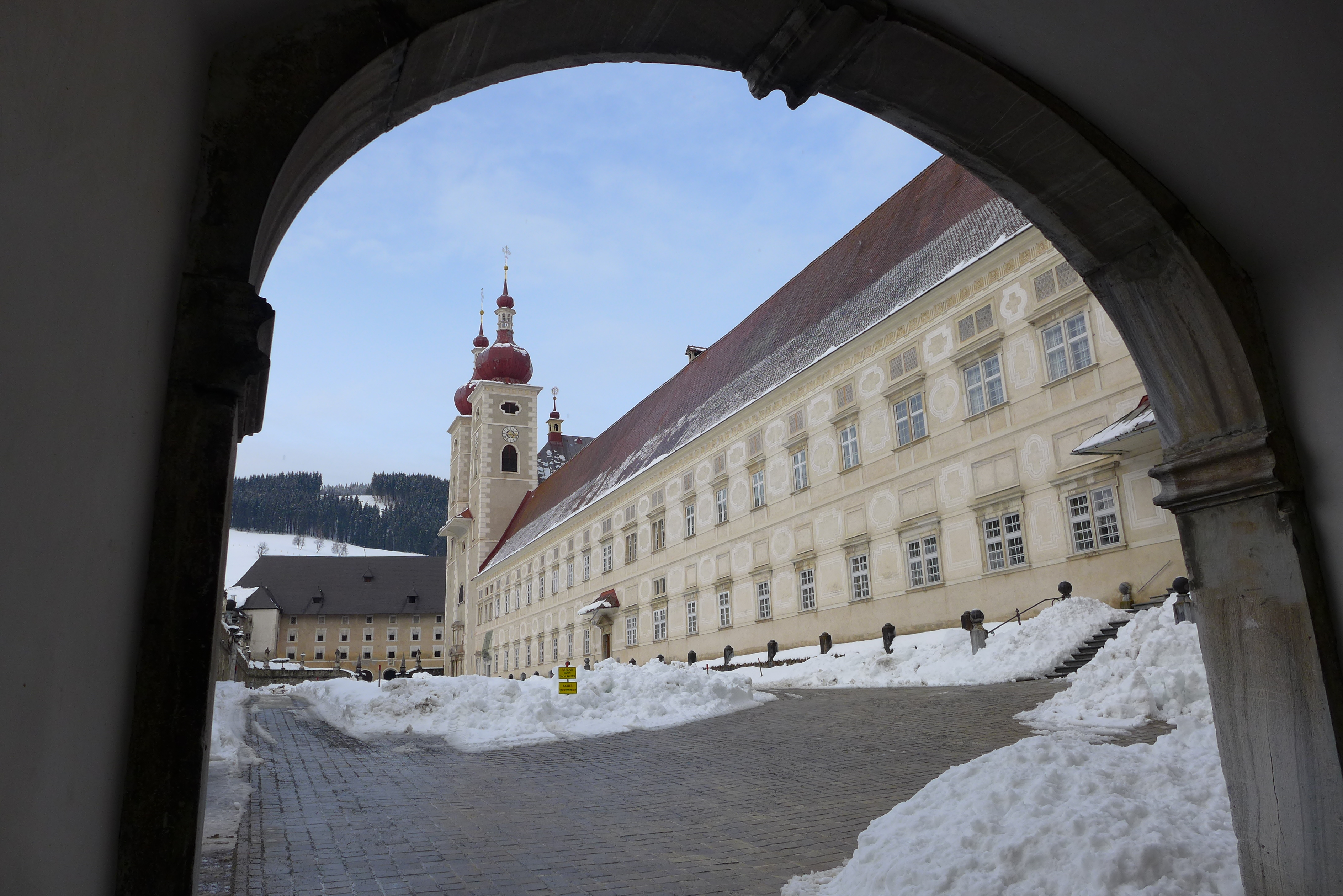
Klostret Sankt Lambrecht

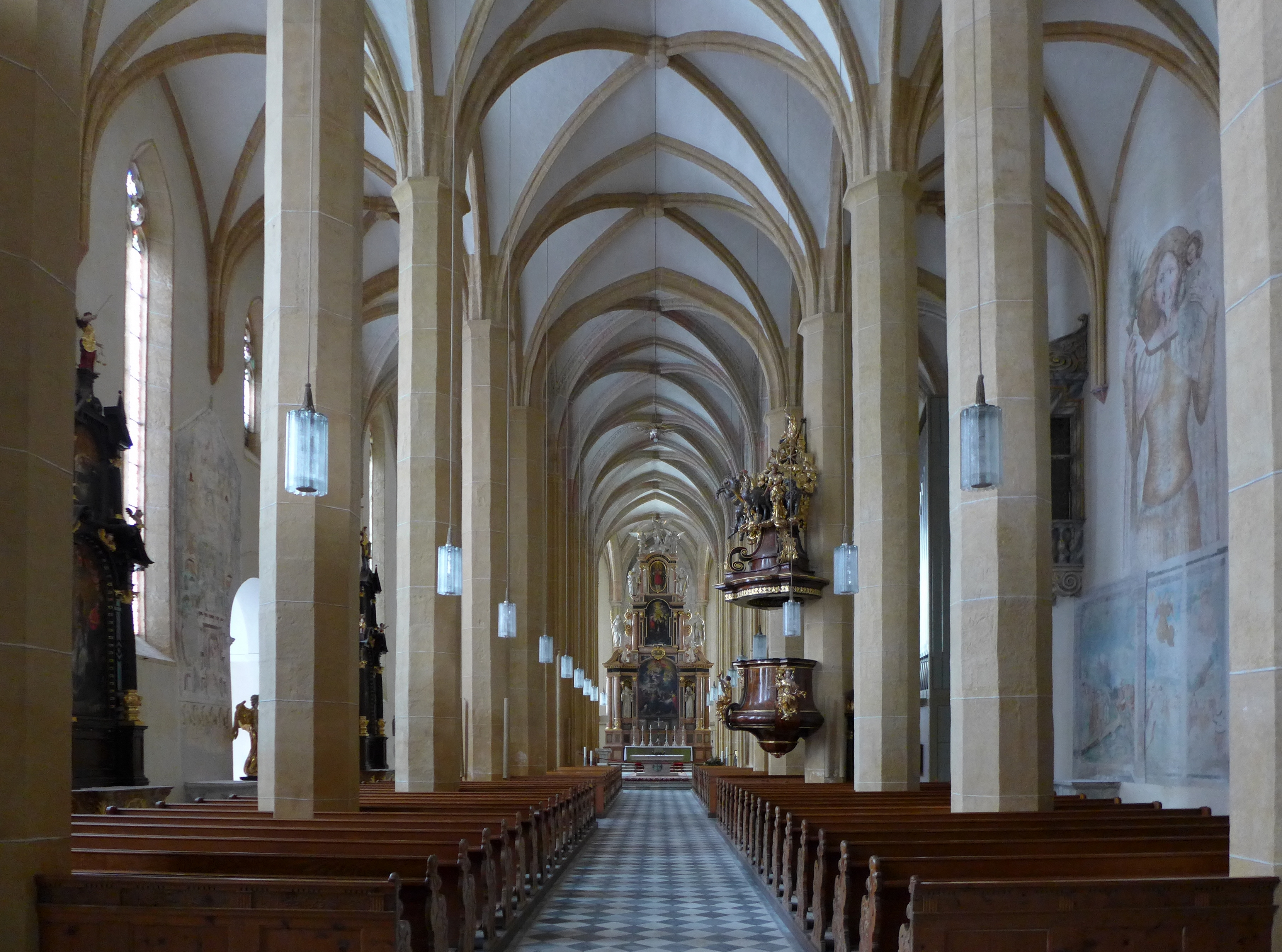
Klosterkyrkan

Stift Sankt Lambrecht är ett benediktinkloster i Sankt Lambrecht i det österrikiska förbundslandet Steiermark.

## Historia
Klostret Sankt Lambrecht grundades 1076 av greve Markward von Eppenstein. Genom donationer fick klostret kyrkor och besittningar i Sankt Lambrecht, Aflenz och Piber. Härifrån grundades 1157 också Mariazell som idag är Österrikes största vallfärdsort. 
1160 invigdes den romanska klosterkyrkan som rasade kring 1327. Under byggmästaren Domenico Sciassia började man bygga upp kyrkan igen, den här gången i gotisk stil. 1421 var kyrkan klar, men 50 senare brann klostret ner. Mellan 1639 och 1692 byggdes klostret om i barock stil. 1786 stängdes klostret av kejsaren Josef II men öppnades igen 1802. 1938 exproprierades klostret av nationalsocialisterna som använde det som en filial till koncentrationslägret Mauthausen mellan 1942 och 1945. Efter andra världskriget återvände konventet från Mariazell 1946. 

## Klosterverksamhet
Konventet omfattar 15 medlemmar under abboten Otto Strohmaier. Till klostret hör jordbruk och skogsbruk omfattande 4 000 hektar. Dessutom driver klostret ett seminariecentrum och är ansvarigt för underhållet av mer än 100 byggnadsminnen, varav 22 kyrkor.

## Sevärdheter
Sevärda är 
- klosterbyggnaden i tidig barock
- klostermuseet som omfattar tre samlingar:
  - den konsthistoriska samlingen med tavlor och sakrala objekt främst från 1400- och 1500-talen samt barocka helgonstatyer
  - folklivssamlingen med objekt från den traditionella allmogekulturen
  - fågelmuseet
- den gotiska klosterkyrkan
- Peterskyrkan